# Pyrausta splendida
Pyrausta splendida là một loài bướm đêm trong họ Crambidae.